# Николай Варадинов
Николай Варадинов е български журналист. Председател на Съюза на българските журналисти към КТ „Подкрепа“.

## Биография
Роден е на 22 май 1963 г. Завършва Икономическия университет във Варна, специалност „Счетоводство и контрол“. Има специализация по мениджмънт в Кипър. 15 години тренира професионално волейбол.
Своята кариера започва през 1988 година като кореспондент на областния вестник „Възход“ в Русе, пише материали и за местния в. „Дунавска правда“. На 1 юни 1991 година става представител на изданията на „Пресгрупа 168 часа“ за Русе и региона. През 1997 година става директор на вестник „Утро“ (правоприемник на „Дунавска правда“). През 2001 година завежда софийския кореспондентски пункт на шуменската „ТОП Телевизия“, а година става завеждащ отдел „Кореспонденти“ във вестник „Стандарт“.
На 23 март 2006 година е избран за председател на Съюза на журналистите в България към КТ „Подкрепа“, което е решено на извънредна конференция на организацията в централата на синдиката.
През 2009 година заедно със свой колега правят интернет сайт за новини и снимки. Година по-късно става фото-редактор в агенция „Булфото“.